# Education Act 1877
Education Act 1877 var den lag i Nya Zeeland som efter provinsernas avskaffande överförde ansvaret för utbildningen till centralregeringen.

## Skolstyrelser
| Namn                                                                             | Efterträdde | Bildades | Upplöstes |
| -------------------------------------------------------------------------------- | ----------- | -------- | --------- |
| Auckland Education Board                                                         |             | 1877     |           |
| Hamilton Education Board                                                         |             | 1877     |           |
| Hawkes Bay Education Board                                                       |             | 1877     |           |
| Taranaki Education Board                                                         |             | 1877     |           |
| Wanganui Education Board                                                         |             | 1877     |           |
| Wellington Education Board                                                       |             | 1877     |           |
| Nelson Education Board                                                           |             | 1877     |           |
| Grey/Greymouth Education Board (även kallad West Coast/Westland Education Board) |             | 1877     |           |
| Southland Education Board                                                        |             | 1877     |           |
| Westland Education Board                                                         |             | 1877     |           |
| Canterbury Education Board                                                       |             | 1877     |           |
| Otago Education Board                                                            |             | 1877     |           |